# (73691) 1991 PB3
(73691) 1991 PB3 este un asteroid din centura principală, descoperit pe 2 august 1991 de E. Elst.